# Lütjensee (Kirchbarkau)
Der Lütjensee ist ein kleiner See im Kreis Plön im deutschen Bundesland Schleswig-Holstein südlich der Ortschaft Kirchbarkau.
Er ist ca. 4 ha groß, sein Umfang beträgt ca. 1 km.
Der See liegt im Naturschutzgebiet Lütjensee und Hochfelder See südöstlich Gut Bothkamp.
Er liegt östlich vom Bothkamper See und nördlich vom Hochfelder See.